# W.A.F.
W.A.F. is het vierde en laatste album van de Belgische band Wawadadakwa uit 2005.

## Tracklist
1. W.A.F.
2. Fiësta
3. Radical
4. Donde
5. 1200 Euro
6. Fiat Lux
7. Blondi
8. Mingus
9. Hete Hettie
10. 19
11. Sarajevo
12. Geld & Goesting
13. Bombay Falafel Remix

## Meewerkende muzikanten
- Muzikanten:
  - Simon Pleysier
  - Stefaan Blancke
  - Steven Van Gool (bas)
  - Winok Seresia
  - Wouter De Belder
  - Babs Jobo (percussie)
  - Jo Hermans (trompet)
  - Jo Zanders (percussie)
  - Rose Van de Leest (zang)